# 大林利江子
大林 利江子（おおばやし りえこ）は日本の脚本家、小説家。愛知県出身。

## 略歴
広告コピーライター、CMプランナーを経て、シナリオセンターで脚本の基礎を学ぶ。
2010年、第2回TBS連ドラ・シナリオ大賞を受賞。
2011年、脚本家デビュー。
2018年、第44回城戸賞にてファイナリストに残る。
2019年、第23回「函館イルミナシオン映画祭シナリオ大賞」にてグランプリを受賞。
2022年、『副音声』（河出書房新社）にて小説家デビュー。

## 受賞歴
- 第2回TBS連ドラ・シナリオ大賞 - 大賞（『シェア彼』、2010年）
- 第44回城戸賞 - ファイナリスト（『ノラ』、2018年）
- 第23回函館イルミナシオン映画祭シナリオ大賞 - グランプリ（『副音声』、2019年）

## 脚本作品

### テレビドラマ
- ヘブンズ・フラワー The Legend of ARCANA（2011年、TBS）
- シマシマ（2011年、TBS）
- 黒の女教師（2012年、TBS）
- 女はそれを許さない（2014年、TBS）‐　脚本協力
- 仮カレ（2015年、NHKBSプレミアム）
- とげ 小市民 倉永晴之の逆襲（2016年、東海テレビ）
- こえ恋（2016年、テレビ東京）
- ラブリラン（2018年、読売テレビ・日本テレビ）
- 三島由紀夫 命売ります（2018年、BSテレ東）
- 長閑の庭（2019年、NHKBSプレミアム）
- ギルティ〜この恋は罪ですか?〜（2020年、読売テレビ・日本テレビ）
- 江戸モアゼル〜令和で恋、いたしんす。〜（2021年、テレビ東京）
- ラブコメの掟〜こじらせ女子と年下男子〜（2021年、テレビ東京）
- 純愛ディソナンス（2022年、フジテレビ）
- Sister（2022年、読売テレビ・日本テレビ）
- けむたい姉とずるい妹（2023年、テレビ東京）
- 彼女たちの犯罪（2023年、読売テレビ・日本テレビ）
- ギークス〜警察署の変人たち〜（2024年 、フジテレビ）[1][2]
- 私の知らない私（2025年、読売テレビ・日本テレビ）

### 配信ドラマ
- グッドモーニング・コール（2016年、FOD・Netflix）
  - グッドモーニング・コール our campus days（2017年、FOD・Netflix）

## 小説作品
- 副音声（2022年、河出書房新社）
- 名著奇変　SIX HORROR MYSTERIES,Revived From Masterpieces『せりなを書け  Feat. 太宰治　走れメロス』（2023年、飛鳥新社）